# Little Murder
Little Murder es una película de suspense sobrenatural 2011 dirigida por Predrag Antonijevic. La película se estrenó en el Festival Internacional de Cine de Palm Springs, el 8 de enero de 2011.

## Trama
La historia se centra en un detective humillado Ben Chaney (Josh Lucas) que recibe un disparo repentino en la salvación cuando el fantasma de un violonchelista asesinado Corey Little (Lake Bell) solicita su ayuda para encontrar a su asesino como él estaba en una misión de vigilancia de un asesino en serie sospechoso, Arrastre Hammerman. Como Chaney desentraña la verdad detrás de la noche del pequeño de asesinato, un pequeño giro de los acontecimientos reveló que el asesino a todos los asesinatos, incluyendo Little, siendo el mismo hombre desde el principio.

## Reparto
- Josh Lucas es Ben Chaney
- Terrence Howard es Drag Hammerman
- Lake Bell es Corey Little
- Deborah Ann Woll es Molly
- Sharon Leal es Jennifer
- Cary Elwes es Barry Fitzgerald
- Bokeem Woodbine es Lipp
- Peter Jason es Lt. Wills
- Noah Bean es Paul Marais
- Nick Lashaway es Tom Little
- Brandon Molale es Bobby
- Ele Bardha es Manny
- Sean H. Robertson es Policía en la escena del crimen #2

## Producción
La película fue filmanda en Detroit y Nueva Orleans,
Poco asesinato es la tercera producción de Estados Unidos para el director serbio. Predrag Antonijevic.
Los rumores de problemas de presupuesto de la película surgieron después de numerosas quejas a la oficina de cine del estado de Míchigan fueron hechas por los proveedores locales de bienes y servicios que no fueron pagados. El Townsend Hotel en Birmingham, Míchigan, presentó una demanda, alegando que la compañía de producción acumuló una ficha de más de 37.000 dólares antes de salir de la ciudad sin tener que pagar.
- Datos: Q280220